# Politique régionale de l'Union européenne
La politique régionale de l'Union européenne ou politique de cohésion économique, sociale et territoriale a pour objectif l'harmonisation et la cohésion dans le développement des régions européennes.
À l'initiative de la Commission européenne dirigée par Jacques Delors, la cohésion économique et sociale est inscrite dans l'Acte unique européen en 1986. Les États-membres conviennent alors : « Afin de promouvoir un développement harmonieux de l'ensemble de la Communauté, celle-ci développe et poursuit son action tendant au renforcement de sa cohésion économique et sociale. En particulier, la Communauté vise à réduire l'écart entre les diverses régions et le retard des régions les moins favorisées ».
Il s'agit de mettre en œuvre la déclaration du 9 mai 1950 de Robert Schuman : « L'Europe ne se fera pas d'un coup, ni dans une construction d'ensemble : elle se fera par des réalisations concrètes créant d'abord une solidarité de fait ». D'autre part, une certaine vision fédéraliste de la construction européenne vise au développement d'une Europe des régions et à un rapprochement des niveaux de développement de celles-ci ; cet objectif est accentué avec les cinquième et sixième élargissements qui voient le nombre d'États membres passer de 15 à 28 (10 en mai 2004, 2 en janvier 2007 et 1 en juillet 2013). Les nouveaux entrants affichent en moyenne un niveau de développement — notamment économique — moindre que les anciens États et il s'agit alors d'adopter à leur égard, une politique de solidarité efficace et ambitieuse.

## Objectifs de la politique régionale
L’Union européenne comprend, en 2008, 271 régions au niveau de développement inégal. Certaines cumulent les handicaps : PIB faible, enclavement, économie sinistrée par des restructurations économiques...
La politique régionale vise à diminuer ces disparités économiques et sociales entre régions de l’Union, qui nuisent à l’émergence d’un ensemble cohérent et dynamique. Elle est également fondée sur la théorie des avantages comparatifs qui montre les effets bénéfiques de l’accroissement des échanges entre les pays, mais qui suppose que ces pays aient un niveau de développement similaire. Jacques Delors confirme cet objectif dans ses mémoires : « J’étais préoccupé par l’équilibre entre la fonction du marché […] et la régulation, avec ses politiques d’accompagnement et de correction ». Elle s’appuie enfin sur une démarche géographique en considérant que les citoyens européens situés dans une zone défavorisée ont moins d’atouts pour faire face à l’avenir.
Afin de remédier à cette situation, l’Union a très tôt défendu le principe de solidarité communautaire. Cette solidarité passe par un soutien à l’échelon local, en fonction des besoins exprimés sur place, mais aussi des objectifs globaux de développement pour l’Union.
Aujourd’hui, la politique régionale vise à réduire les disparités entre les régions autour de trois buts communs à toutes les régions : le soutien à l’emploi, la promotion de l’égalité des chances (notamment entre les hommes et les femmes) et la protection de l’environnement. C’est dans le respect de ces trois principes que doit en théorie se déployer toute action régionale de l’Union.

## Historique

### Politique régionale avant 2000
Dès 1957, le traité de Rome mentionne dans son préambule la nécessité « de renforcer l’unité de leurs économies et d’en assurer le développement harmonieux en réduisant l’écart entre les différentes régions et le retard des moins favorisées ». Cela débouche en 1958 sur la création de deux fonds sectoriels: le Fonds social européen (FSE) et le Fonds européen d’orientation et de garantie agricoles (FEOGA). En 1975, le Fonds européen de développement régional (FEDER) est créé. Il a pour objectif de redistribuer une partie du budget de la communauté aux régions en retard de développement.
C'est en 1986 que l’Acte unique européen prévoit une politique de solidarité structurée. Dans l'idée des signataires, elle doit apporter une contrepartie aux contraintes du marché unique pour les pays du sud et les autres régions défavorisées.
De 1989 à 1993, le budget de la politique de cohésion s'élève à 69 milliards d'ECU (20 % du budget de la CEE), de 1994 à 1999, il augmente et passe à 168 milliards d'ECU, soit 30 % du budget de l'UE. Durant ces deux périodes, la politique de cohésion s'appuyait sur plusieurs fonds structurels : FEDER, le FSE, le FEOGA, et le FIFG. Le Fonds de cohésion s'y ajoute à partir de 1994.

### Politique régionale entre 2000 et 2006

#### Part importante du budget de l'Union
Pour la période 2000-2006, la politique régionale représente 235 milliards d’euros (après diverses révisions en chemin). Il s’agit du 2e poste de dépense du budget de l’Union (33 %), après la PAC (43 %).
Pour la France, cela représente plus de 17 milliards d’euros. Pour la Belgique, 2,2 milliards d’euros.
Concrètement, cette aide est fournie par la Commission sous certaines conditions (bonne utilisation des crédits, transparence...) à une autorité (dite ‘‘autorité de gestion’’) désignée par chaque État-membre. Cette autorité soutient le développement de projets dans les régions de l’Union en les cofinançant (par exemple, elle choisit, en partenariat avec les autorités locales et européennes, de cofinancer à 20 % un laboratoire de recherche dans une université ou à 50 % l’aide au passage du permis de conduire en direction de publics en difficulté).
Cependant, les fonds (FEDER, FSE, FEOGA, FIFG, FC) sont versés en fonction d’objectifs précis, de principes visant à leur efficacité et sous condition de leur gestion rigoureuse par l’autorité désignée.

#### Objectifs de la politique régionale entre 2000 et 2006
Ils sont divisés en 3 « objectifs », 4 « programmes d'initiative communautaire » (PIC), des « actions innovatrices », un « fonds de cohésion » destiné aux pays ayant rejoint l'Union en 2004 et un « fonds de préadhésion » destiné aux pays candidats à l'entrée dans l'Union. La stratégie de Lisbonne définie en mars 2000 n'a pas été prise en compte dans les objectifs et programmes de cette période.

##### Trois objectifs
- L’objectif 1 (convergence) pour le rattrapage des régions en retard de développement. Il s’adresse aux régions ultrapériphériques, c’est-à-dire les moins accessibles, ou dont le PIB par habitant est inférieur à 75 % de la moyenne communautaire.

Il finance des infrastructures lourdes (routes, voies ferrées) et des actions liées à l’éducation, à la formation, à la santé, au développement économique et à l’environnement. En France, par exemple, il concerne les départements d’Outre-Mer. La Corse et le Hainaut (fraction de la région Nord-Pas-de-Calais) qui étaient en régime transitoire après être sortis de l'objectif de 2000 à 2006, sont maintenant sorties de cet objectif. Les régions d'objectif 1 sont surtout concentrées dans les 10 nouveaux pays adhérents en 2004, ainsi que dans le sud de l'Europe (Portugal, Espagne, Italie du Sud, Grèce) et également au Royaume-Uni. L'ex-RDA figure également dans cet objectif.
- L’objectif 2 a pour objectif l’aide au rattrapage des zones connaissant des difficultés structurelles : il peut s'agir de zones rurales ou de zones urbaines en désindustrialisation. Pour être efficace sur ces zones, l’échelle pertinente n’est plus la région. C’est pourquoi seuls certains territoires sont concernés par les aides. Tous les pays de l'Union ont des zones objectif 2.

Cet objectif accompagne le développement économique des régions subissant des mutations industrielles par l’aide aux entreprises, la promotion d’un environnement attractif, l’adaptation du capital humain, les technologies de l’information et de la communication et la requalification des espaces urbains.
- L’objectif 3 pour l’adaptation et la modernisation des politiques et systèmes d’éducation, de formation et d’emploi. Les aides liées à cet objectif sont disponibles sur tout le territoire de l'Union.

Cet objectif vise l’insertion professionnelle, l’égalité des chances, la formation tout au long de la vie, l’adaptation de travailleurs et l’amélioration de l’accès des femmes au travail.

##### Quatre programmes d'initiatives communautaires ou PIC
- INTERREG III[4] : développer des partenariats dépassant les frontières

INTERREG IV C : la coopération interrégionale (ces deux initiatives seront l'un des piliers de la politique régionale entre 2007 et 2013).
- EQUAL[6] : lutter contre les inégalités et les discriminations sur le marché du travail
- LEADER[7] : lancer des stratégies innovantes de développement durable
- URBAN II[8] : réhabiliter les villes et les quartiers en crise

##### Fonds de cohésion
Les fonds de cohésion (18 milliards d'euros, soit 8 % des aides régionales européennes) englobent les projets dans le domaine de l'environnement et des transports, notamment pour la Pologne, l'Espagne, la Grèce, l'Irlande et le Portugal.

#### Fonds structurels
Les fonds structurels européens sont les instruments financiers de la politique régionale de l'Union européenne. Ces fonds sont au nombre de trois :
- Fonds européen de développement régional (FEDER)
- Fonds social européen (FSE)
- Fonds de cohésion (FC)

Le Fonds européen pour la pêche (remplace l'Instrument financier d'orientation de la pêche ou IFOP) et le Fonds européen agricole pour le développement rural (FEADER) sont assimilés « structurels ».
Leur mission est de réduire les écarts de richesse et de développement entre les régions de l’Union européenne.

#### Mise en œuvre de la politique régionale

##### Quatre principes fondateurs
Pour garantir son efficacité, la politique régionale européenne répond à quatre grands principes de mise en œuvre : la concentration, le partenariat, la programmation et l’additionnalité.
- La concentration
- Le partenariat
- La programmation
- L’additionnalité

##### Évaluation constante de l'efficacité de la politique
L’Union européenne a mis en place des règles d’attribution et de gestion des fonds permettant d’assurer une réalisation performante, transparente, contrôlée et évaluée des programmes.
- La performance, une exigence au quotidien
- La transparence : pas de décision importante sans réflexion partagée
- De contrôles réguliers et parfois approfondis
- L'évaluation

### Programmes européens 2007 - 2013
L'Union européenne a fixé de nouvelles « orientations stratégiques communautaires » (OSC) le 5 juillet 2005, dans le cadre de la stratégie de Lisbonne. Elles déterminent l'utilisation des fonds structurels dans un objectif de croissance et d'emploi. À partir de 2010, la stratégie Europe 2020 succède à la stratégie de Lisbonne.
Le budget de la politique de cohésion pour la période 2007-2013 s'élève à 347 milliards d'Euros (36 % du budget de l'UE). Les actions sont financées via le FEDER, le FSE et le FC.
Ces orientations sont déclinées en France dans un « cadre de référence stratégique national ».

#### Trois objectifs retenus par l'Union européenne
Trois nouveaux objectifs remplacent les objectifs 1, 2 et 3 de la période antérieure.
Les nouveaux objectifs traduisent une volonté de la Commission européenne de mettre fin au « saupoudrage » des crédits sur de nombreux micro-projets, ce que traduit l'arrêt du programme URBAN. La nouvelle politique régionale met également fin au zonage établi par l'ancien objectif 2, qui concentrait les aides sur des zones prédéfinies. Les autorités françaises prévoient enfin une réduction des enveloppes du FEDER et du FSE.

##### Objectif 1 – «Convergence»
Cet objectif vise à accélérer le rattrapage économique des pays et régions les moins développées de l’Union européenne. Il est financé par le FEDER, le FSE et le Fonds de cohésion. Les priorités de cet objectif sont le capital physique et humain, l’innovation, la société de la connaissance, l’environnement et l’efficacité administrative. Le budget alloué à cet objectif est de 25,1163 milliards d'euros.
Les financements FEDER et FSE concernent les régions dont le PIB par habitant est inférieur à 75 % de la moyenne communautaire (pour le Fonds de cohésion). Il s'applique également aux régions ultrapériphériques.
Les financements Fonds de cohésion concernent les États membres dont le revenu national brut est inférieur à 90 % de la moyenne communautaire.
Les régions ultra-périphériques bénéficient d’un financement spécifique du FEDER.

##### Objectif 2 – «Compétitivité régionale et emploi»
But : compétitivité et attractivité des régions, emploi. Cet objectif correspond aux anciens objectifs 2 et 3. Les régions concernées sont celles qui ne sont pas couvertes par l'objectif « Convergence », dont certaines qui, aujourd'hui couvertes par l'objectif 1, en sont désormais exclues par l'entrée des nouveaux États membres.
Les fonds utilisés sont le FEDER pour le volet économique et le FSE pour les aides d'ordre social. Le zonage n'est plus appliqué pour l'utilisation des crédits européens. Les initiatives Urban et Equal disparaissent et leurs dispositions sont reprises par le FEDER et le FSE dans le cadre de l'objectif « Compétitivité régionale et emploi ».
Cet objectif s’adresse à toutes les régions du territoire de l’Union, hors celles couvertes par l’objectif « Convergence ». Il vise à renforcer la compétitivité, l’emploi et l’attractivité de ces régions. L’innovation, la promotion de l’esprit d’entreprise et la protection de l’environnement sont des thèmes clés de cet objectif.
Les financements (49,13 milliards d'euros) proviennent du FEDER et du FSE.

##### Objectif 3 – «Coopération territoriale»
Cet objectif fait suite à l’initiative INTERREG des précédentes périodes de programmation. Financé par le FEDER à hauteur de 7,75 milliards d'euros, il vise à promouvoir la coopération entre les régions européennes et le développement de solutions communes dans les domaines du développement urbain, rural et côtier, du développement économique et de la gestion de l’environnement. Cet objectif est divisé en trois composantes :
- coopération transfrontalière (développement régional intégré entre régions frontalières), qui regroupe les programmes Interreg A ;
- coopération transnationale (constitution de grands groupes de régions européennes), qui regroupe les programmes Interreg B ;
- coopération interrégionale (échange d'informations et partage d'expériences), qui regroupe les programmes Interreg C[11], ainsi que les programmes Urbact, Interact et Orate.

#### Instruments d'ingénierie financière
Au-delà des dispositifs d'aide directe, la politique de cohésion propose des instruments tendant à faciliter le bouclage des financements pour les porteurs de projets.

##### JASPERS: projets importants dans les nouveaux États membres
JASPERS (Joint Assistance in Supporting Projects in European Regions) offre une assistance technique aux douze États qui ont rejoint l'Union européenne en 2004 et en 2007 afin de les assister lors du montage de projets susceptibles de recevoir des aides européennes. JASPERS intervient sur des projets importants (de plus de 50 millions d'euros), depuis la définition du projet jusqu'à l'attribution de fonds européens.
Ce programme est élaboré en partenariat par la Commission européenne (direction générale à la politique régionale), la Banque européenne d'investissement (BEI), la Banque européenne pour la reconstruction et le développement (BERD) et la banque allemande KfW.

##### JEREMIE: soutien aux entreprises de taille modérée
JEREMIE (Joint European Resources for Micro to medium Enterprises) a pour objet de faciliter l'accès aux sources de financement pour les micro-entreprises et les petites et moyennes entreprises. Il s'agit d'une initiative conjointe de la Commission européenne, de la BEI et du fonds européen d'investissement.

##### JESSICA: développement durable en zone urbaine
JESSICA (Joint European Support for Sustainable Investment in City Areas) soutient l'investissement durable, la croissance et l'emploi dans les zones urbaines européennes. Le programme peut fournir une expertise ou faciliter l'obtention de prêts (sans garantie de l'État), mais n'apporte pas de subvention.
JESSICA est une initiative de la Commission européenne en coopération avec la BEI et de la Banque de développement du Conseil de l'Europe.

##### JASMINE: promotion du micro-crédit
JASMINE (Joint Action to Support Micro-finance Institutions in Europe) est un programme de micro-crédit qui tend à faciliter l'accès aux financements pour des structures commerciales de petite taille et les personnes exclues socialement, ainsi que les minorités ethniques, qui souhaitent se mettre à leur compte.

#### Mise en œuvre au niveau national
Chaque État membre établit un cadre de référence stratégique national (CRSN) qui assure la cohérence des interventions des Fonds avec les orientations stratégiques de la Commission. Chaque région établit ensuite son (ses) programme(s) opérationnel(s), en cohérence avec le CRSN et détaillant les axes de l’intervention des fonds ainsi que le plan de financement. Ces OP, tout comme le CRSN, doivent être adoptés par la Commission avant toute mise en œuvre.

#### Règle du dégagement d'office
La règle du dégagement d'office oblige les États à consommer les crédits qui leur sont attribués pour une année donnée au plus tard le 31 décembre de la deuxième année suivant l'année de programmation. En cas de non-respect de cette règle, les crédits sont « dégagés d'office », c'est-à-dire annulés par la Commission européenne.
Au cours de l'année 2009, la France a évité de peu l'application de cette règle.

## Période 2014-2020

### Réflexion préalable
Comme pour la politique agricole commune, la Commission européenne a organisé une réflexion sur les orientations à suivre pour la période 2014-2020. Cette réflexion est notamment passée :
- par la publication le 6 octobre 2008 d'un Livre vert de la cohésion territoriale[17], qui tendait à recueillir de toutes les parties intéressées ;
- par la publication en mars 2009 d'un rapport présenté à la demande de la Commission par Fabrizio Barca, directeur général au ministère de l'économie et des finances italien[18], qui met l'accent sur la nécessité d'une politique de cohésion pilotée au niveau européen et mise en œuvre au niveau local.

Le Parlement européen, en tant que nouveau co-législateur, s'est lui aussi préparé pour les négociations sur la future politique de cohésion, en votant plusieurs rapports stratégiques. Notamment :
- Le rapport de Marie-Thérèse Sanchez-Schmid (PPE - Fr) sur l'avenir de l'Objectif 3 de la politique de cohésion, intitulé : « objectif 3 : un défi pour la coopération territoriale - le futur agenda de la coopération transfrontalière, transnationale et interrégionale(2010/2155(INI)) »[19].

En France, une concertation nationale sur les Fonds européens en 2014-2020 s'est déroulée en 2014 : http://www.partenariat20142020.fr

### Budget et priorités
Le budget affecté à la politique de cohésion est de 355 milliards d'Euros pour la période 2014-2020, soit 34 % du budget de l'UE (ce qui équivaut à environ 0,34 % du PIB de l'ensemble de l'Union). Les actions sont financées principalement via le FEDER (199 milliards), le FSE (84 milliards) et le FC (63 milliards), s'y ajoute le budget YEI de l'initiative pour l'emploi des jeunes (8,8 milliards pour la période).
Durant cette période, la politique de cohésion s'articule autour de onze objectifs thématiques, définis dans le règlement 1303/2013 :
1. recherche, développement technologique et innovation (priorité FEDER, 12 % du budget de cohésion) ;
2. accès, utilisation et qualité des technologies de l’information et de la communication (priorité FEDER, 4 % du budget de cohésion) ;
3. compétitivité des PME (priorité FEDER, 10 % du budget de cohésion) ;
4. transition vers une économie à faibles émissions de CO2 (priorité FEDER, +FC, 11 % du budget de cohésion) ;
5. adaptation au changement climatique, prévention et gestion des risques (FC+FEDER, 2 % du budget de cohésion) ;
6. Protection de l’environnement et utilisation rationnelle des ressources (FC+FEDER, 10 % du budget de cohésion) ;
7. transport durable et infrastructures de réseaux (FC+FEDER, 16 % du budget de cohésion) ;
8. emplois durables et de qualité, et mobilité de la main-d'œuvre (priorité FSE, +FEDER et YEI, 11 % du budget de cohésion) ;
9. inclusion sociale, lutte contre la pauvreté et contre toute forme de discrimination (priorité FSE, + FEDER, 10 % du budget de cohésion) ;
10. éducation, formation et apprentissage tout au long de la vie (priorité FSE, +FEDER, 10 % du budget de cohésion) ;
11. efficacité de l’administration publique (priorité FSE, + FEDER, 1 % du budget de cohésion).

Rq : 3 % du budget de cohésion sont consacrés à de l'assistance technique.
La définition des programmes répondant à ces objectifs et l'affectation des fonds structurels sont régies dans le cadre d'un contrat de partenariat avec chaque pays. Chaque contrat de partenariat doit respecter un Cadre Stratégique Commun défini au niveau de l'UE.
Les principaux bénéficiaires de la politique de cohésion sont la Pologne (22 % du budget) suivie de l'Italie (9 %) et de l'Espagne (9 %),. Si l'on rapporte les budgets au nombre d'habitants, la Pologne n'arrive qu'en huitième position (environ 2000 € par habitant), l'Estonie arrive en tête avec 2641 € par habitant, suivie par la Slovaquie, la lituanie, la lettonie, la Hongrie, le Portugal et la Croatie.

### Résultats
Dans son avis sur l'avenir de la politique de cohésion après 2020, le Conseil économique et social européen dresse un bilan très positif de ses résultats pour la période 2014-2020 :
- un million d'entreprises ont été aidées,
- 42 millions de citoyens européens ont eu accès à de meilleurs services de santé,
- 25 millions de citoyens européens ont été mieux protégés face aux risques d'inondations ou d'incendie,
- 17 millions de citoyens ont bénéficié de l'amélioration de leur système de traitement des eaux usées,

## Période 2021-2027
Le budget de la politique de cohésion pour la période 2021-2027 est fixé à 330 milliards d'Euros (34 % du budget de l'UE). Il s'appuie sur le FEDER, le FSE et le FC.

### Quatre volets Interreg
La nouvelle programmation 2021-2027 reprend les trois volets précédents : Interreg A (coopération transfrontalière), Interreg B (coopération transnationale), Interreg C (coopération interrégionale), auxquels est ajouté un quatrième volet, Interreg D. Il correspond à la coopération des régions ultrapériphériques entre elles et avec les pays tiers, partenaires ou PTOM voisins, ou avec des organisations d'intégration et de coopération régionales.

## Politique régionale dans les traités

### Nouveautés du traité de Lisbonne
Le traité de Lisbonne a renforcé la prise en compte de la cohésion territoriale dans les traités fondateurs européens.
L'article 4 du traité sur le fonctionnement de l'Union européenne (TFUE) et l'article 3 du traité sur l'Union européenne (TUE) mentionnent désormais la cohésion territoriale parmi les compétences de l'Union.
S'agissant de la mise en œuvre, le titre XVIII du TFUE (articles 174 et suivants) est désormais consacré à la « cohésion sociale, économique et territoriale » alors que le titre XVII du traité instituant la Communauté européenne (antérieur au traité de Lisbonne) décrivait seulement une politique de « cohésion sociale et économique ». L'article 174 introduit la mention des zones méritant une « attention particulière » au titre de la politique de cohésion : 
- zones rurales,
- zones où s'opère une transition industrielle,
- régions qui souffrent de handicaps naturels ou démographiques graves et permanents telles que les régions les plus septentrionales à très faible densité de population et les régions insulaires, transfrontalières et de montagne ;

La politique de cohésion relève toujours de la procédure législative ordinaire.

## Débats au sein du Parlement européen
Dans le cadre de la réforme de la politique de cohésion de l’Union européenne, les socialistes français au Parlement européen militent « pour une Politique de cohésion plus juste, plus équitable et plus adaptée à nos territoires ». Pour ce faire, ils préconisent une augmentation du budget alloué à la politique régionale pour mieux combattre les effets de la crise économique.
Pour les socialistes, les régions sont au cœur de la politique de cohésion et devraient en ce sens être les gestionnaires directs des fonds européens car elles sont les plus à même d’identifier les besoins de leurs territoires. « Afin de rendre la structure de la politique de cohésion plus lisible et plus adaptée aux réalités locales », les eurodéputés français au Parlement européen, UMP et socialistes, appellent à la création d’une nouvelle catégorie de régions: les régions intermédiaires,. Concrètement, les régions intermédiaires constitueraient une nouvelle catégorie de régions bénéficiaires de la politique de cohésion ; au sein de l’objectif compétitivité et emploi, cette catégorie réunirait les régions dont le PIB est situé entre 75 % et 90 % de la moyenne communautaire.
Outre cela, les eurodéputés appellent à élargir le champ d’action de la politique de cohésion. Elle doit être plus liée à la stratégie de développement globale de l’Union européenne (Europe 2020). Concernant l’efficacité de la politique régionale, les socialistes appellent à la prise en compte de nouveaux indicateurs en plus des références actuelles comme le PIB, « des indicateurs de développement territoriaux, sociaux et environnementaux ».

## Sources

## Compléments